# 坂根工博
坂根 工博（さかね のりひろ、1961年〈昭和36年〉7月18日 - ）は、日本の建設・国土交通官僚。宮内庁侍従次長。

## 経歴
大阪府大阪市生まれ。大阪府立大手前高等学校を経て、1986年に東京大学法学部を卒業。国家公務員採用Ⅰ種試験(法律)に合格し、1986年建設省入省。
2019年7月9日から国土交通省国土政策局長を務め、2020年7月21日退官。就任に際しては、これからの世界を見据える中で持続可能な国土の姿を改めて考えたいとした上で、国土政策の基本理念とされる“国土の均衡ある発展”に触れ、2050年に向け、「日本の新しい『国土の均衡ある発展』とは何かを探っていきたい」との考えを表明した。
2021年4月1日、宮内庁侍従次長に任じられた。

## 年表
2016年6月までの経歴の出典
- 1986年04月：建設省入省
- 1993年04月：建設省近畿地方建設局道路部路政課長
- 1994年04月：茨城県生活環境部国際交流課長
- 1995年11月：茨城県企画部交通・産業立地課長
- 1998年04月：建設省大臣官房人事課長補佐
- 1999年07月：建設省建設経済局建設業課長補佐
- 2001年
  - 01月：国土交通省総合政策局建設業課長補佐
  - 07月：国土交通省総合政策局国土環境・調整課企画専門官
- 2003年04月：国土交通省総合政策局国土環境・調整課環境調整官
- 2004年
  - 03月：国土交通省大臣官房付
  - 10月：国土交通省住宅局総務課公営住宅管理対策官
- 2006年
  - 04月：国土交通省住宅局
  - 07月：国土交通省土地・水資源局土地政策課土地市場企画室長
- 2007年01月：宮内庁東宮侍従
- 2010年
  - 04月：国土交通省大臣官房付
  - 08月：国土交通省大臣官房地方課長
- 2011年06月：国土交通省大臣官房調査官
- 2013年06月：国土交通省住宅局住宅政策課長
- 2015年06月：国土交通省住宅局総務課長
- 2016年06月21日：厚生労働省職業安定局雇用開発部長[4]
- 2018年07月31日：国土交通省大臣官房審議官（総合政策局、土地・建設産業局担当）[5]
- 2019年07月09日：国土交通省国土政策局長[6]
- 2020年07月21日：退官[7]
- 2021年04月01日：侍従次長[8]